# Michelle Williams (sanger)
|  | Michelle Williams er også navnet på en amerikansk skuespiller, se Michelle Williams (skuespiller) |
Tenitra Michelle Williams (født 23. juli 1980), bedre kendt som Michelle Williams, er en amerikansk sangerinde, sangskriver, producer og skuespiller. Hun er bedst kendt som tidligere medlem af den succesfulde R&B-gruppe Destiny's Child, den bedst sælgende pigegruppe nogensinde ifølge World Music Awards og Sony BMG.
Hun var oprindeligt backing vocalist for sangerinden Monica, før Williams sammen med Farrah Franklin kom med i Destiny's Child i 2000, hvor de erstattede de tidligere medlemmer LeToya Luckett og LaTavia Roberson. Efter Franklin blot fem måneder senere forlod gruppen, fortsatte Williams sammen med Beyoncé Knowles og Kelly Rowland som en trio. I 2002, efter en række kommercielle succeser, valgte de tre piger at gå solo. Williams udgav gospelalbummet Heart to Yours, der blev #1 på Billboard-listen og var det bedst sælgende gospelalbum i hele 2002, og affødte singlen "Heard a Word". Albummet blev fulgt op af Do You Know i starten af 2004. Såvel som at være en succesfuld sanger har Williams også opnået succes i tv-serier og som skuespiller på Broadway.
Den 7. oktober 2008 udgav hun sit første kommercielle popalbum, Unexpected. Førstesinglen fra albummet, "We Break the Dawn" blev #1 på Hot Dance Airplay-hitlisten; mens hendes anden single "The Greatest" blev #1 på Hot Dance Club Play-listen og #32 på Yahoo's liste over Top 100 R&B Music Video.
Michelle begyndte at spille hovedrollen som Roxie Hart i den berømte West End-musicalopsætning af Chicago i London, England i juli 2009. Efterfølgende begyndte Williams at arbejde på sit fjerde studiealbum. Den 12. januar 2010 blev det annonceret at Michelle havde skilt sig af med sin manager, Matthew Knowles, og Music World Entertainment. Williams vendte tilbage til USA i rollen som Roxie Hart i Chicago på Broadway i februar 2010. Hun er den første afroamerikaner der spiller rollen som Roxie.

## Diskografi
- Heart to Yours (2002)
- Do You Know (2004)
- Unexpected  (2008)